# 本性寺 (新宿区)
本性寺（ほんしょうじ）は、東京都新宿区にある日蓮宗の寺院。

## 歴史
1670年（寛文10年）、観智院日詠によって開山された。江戸時代初期、幕臣三田佐兵衛の祖父（妙伝院日香居士）は、当地を隠居所としていたが、1641年（寛永18年）、観智院日詠にその土地を譲渡した。日詠は妙伝院日香居士の死去後に、菩提を弔うための寺を創建した。これが当寺の起源である。
日詠は本堂や庫裏の建設に取り掛かったが、1677年（延宝5年）に遷化し、2世住職円智院日成の代にようやく整備された。
境内には、「北向毘沙門天堂」という堂宇があり、毘沙門天像が安置されている。これは元々太田道灌の時代から江戸城本丸に在ったものといわれており、江戸幕府第5代将軍徳川綱吉の時代に移築されたものという。
墓地には、塙保己一の師匠として知られる萩原宗固の墓がある。新宿区の文化財に指定されている。他にも和算家の馬場正督・正統父子の墓もある。

## 交通アクセス
- 四谷三丁目駅3番出口より徒歩6分（経路案内）。
- 信濃町駅より徒歩8分（経路案内）。